# Coronar

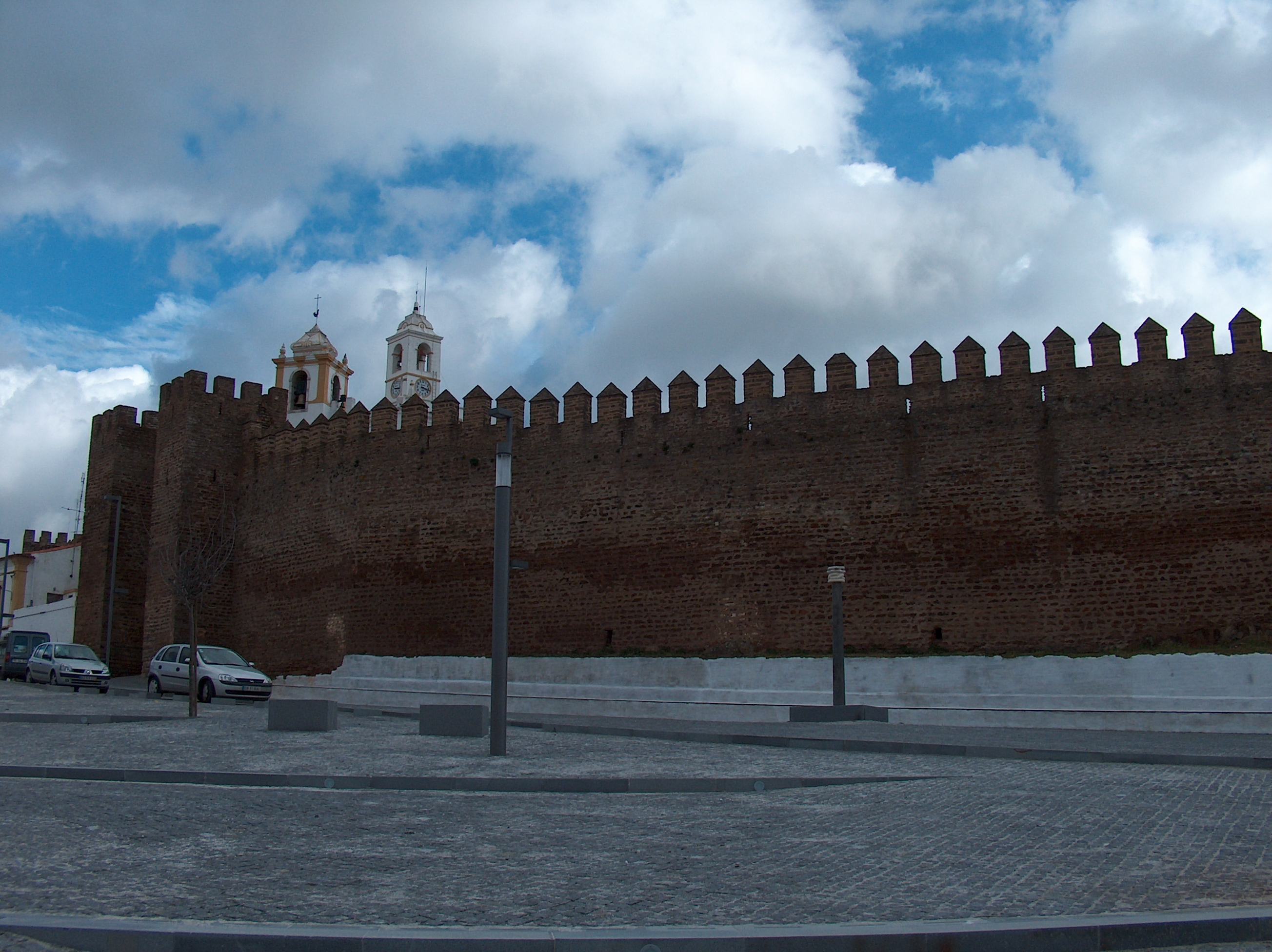
El castillo de Alandroal coronado de almenas.

Coronar es un verbo técnico que se utiliza en táctica y fortificación militar. Una altura, una posición se coronan, ocupándolas tácticamente con tropas que se disponen a la defensa o al combate y se coronan también con redientes, con reductos, con obras de campaña en genera. 
Un castillo se dice que corona una eminencia cuando la ocupa y defiende. A su vez, ese castillo está coronado de almenas o de otro modo, el almenaje le sirve de coronamiento, que así se llama por metáfora en arquitectura todo adorno que se pone en la parte superior de un edificio, sirviéndole como de corona. Por extensión, los ingenieros dicen coronar las trincheras con fajinas, al acto de poner estas sobre los cestones, porque efectivamente sirven de coronamiento y remate. Con alguna inexactitud, dicen también coronar un muro de aspilleras y coronar de fuegos, (es decir de soldados y cañones) una línea, una obra cualquiera de fortificación.
En su ataque y defensa todavía tiene el verbo coronar un sentido concreto de ganar o tomar una obra definitivamente, estableciéndose en ella con nuevos medios o acomodando contra el defensor que la abandona los mismos de que disponía. Así cuando se dice coronar el camino cubierto, coronar la brecha, implica no sólo que el sitiador lo ha tomado sino que se establece y se atrinchera allí con rápidas cestonadas, con sacos terreros, con cualquier masa cubridora, que al punto se une y enlaza con los trabajos de aproche que quedan a retaguardia. Cuando una mina estalla o vuela, el sitiador procura coronar el embudo, establecerse sólidamente en el borde de la hoya o excavación producida. Se comprende, pues, que una obra se puede coronar a viva fuerza, de rebato, de escalada o bien metódicamente, a palmos, por el procedimiento que los ingenieros llaman a la zapa, unas veces volante, otras llena. Por último, ya se sabe que en la guerra, como en todo, para coronarse de gloria es preciso que el éxito corone la empresa.